# Qu Shengqing
Qu Shengqing (en chino simplificado, 曲圣卿; pinyin, Qū Shèngqīng; Shenyang, China; 5 de junio de 1975) es un exfutbolista y entrenador de fútbol de China que jugaba en la posición de delantero.

## Carrera

### Club
| Periodo   | Club                       | Apariciones | Goles |
| --------- | -------------------------- | ----------- | ----- |
| 1994–2000 | Liaoning FC                | 82          | 24    |
| 2001–2006 | Shanghai Shenhua           | 76          | 38    |
| 2004–2006 | → Adelaide United (cedido) | 21          | 7     |
| 2006      | → Nanjing Yoyo (cedido)    | 10          | 1     |
| 2006–2007 | Adelaide United            | 7           | 1     |
| 2009      | Shenyang Dongjin           | 0           | 0     |

### Selección nacional
Jugó para China en 13 ocasiones de 1999 a 2003 y anotó cinco goles; participó en la Copa Asiática 2000.

## Logros

### Club
- Liga Jia-A: 2003[nota 1][4][5]
- A-League: 2006

### Individual
- Bota de Oro de la Liga Jia-A: 1999
- Futbolista Chino del Año: 1999
- Balón de Oro Chino: 1999